# Заповедный хребет
Заповедный хребет — среднегорный массив (максимальная высота — г. Чёрная — 1380 м ВУМ) в системе гор Сихотэ-Алиня, в юго-восточной его части. Изогнут с юга на восток вдоль япономорского побережья Приморья. Параллельно ему на западе протянулся более крупный Партизанский хребет. Другая значительная вершина гора Звёздочка (959 м ВУМ) расположена в южной части хребта недалеко от побережья моря недалеко от посёлка Преображение. В северной части имеются и другие значительные вершины, высоты которых превышают 900 м ВУМ (4) и 1000 м ВУМ (2).

## Флора и фауна
Флора и фауна хребта типична для юго-восточного Приморья, где доминирует относительно мягкий муссонный климат (средняя температура января — −8 °C). В горах преобладают хвойные породы деревьев, в нижнем ярусе — широколиственные леса, лианы (лимонник китайский) и кустарники. Крупнейшая роща тиса на Дальнем Востоке. Из млекопитающих отмечены амурский тигр, уссурийский медведь, амурский горал и др. типичные дальневосточные виды. Всю территорию данного хребта включает в свой состав Лазовский заповедник.

## Гидрография
В р-не хребта преобладает умеренный муссонный климат, поэтому он хорошо обводнён. Стекающие с его склонов речки и ручьи принадлежат бассейнам рек Киевка и Соколовка на юге, Чёрная на севере. Сам хребет таким образом занимает их междуречье Киевки и Чёрной.

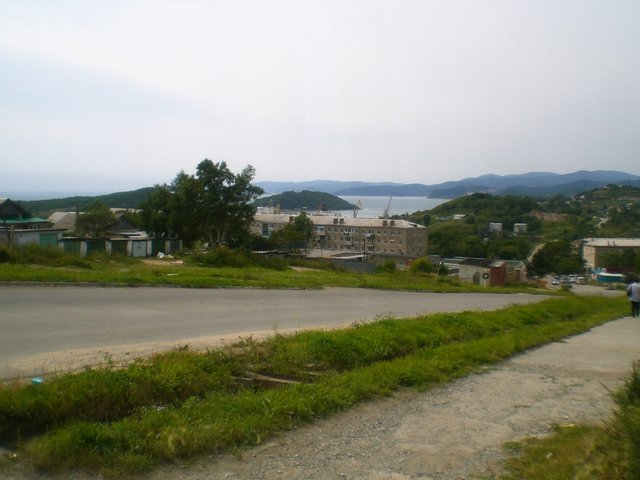
Хребет у посёлка Преображение Приморского края.
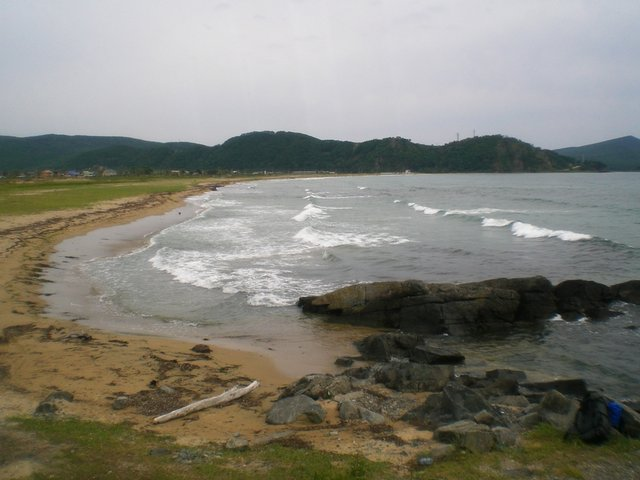
Бухта Соколовская и Заповедный хребет.
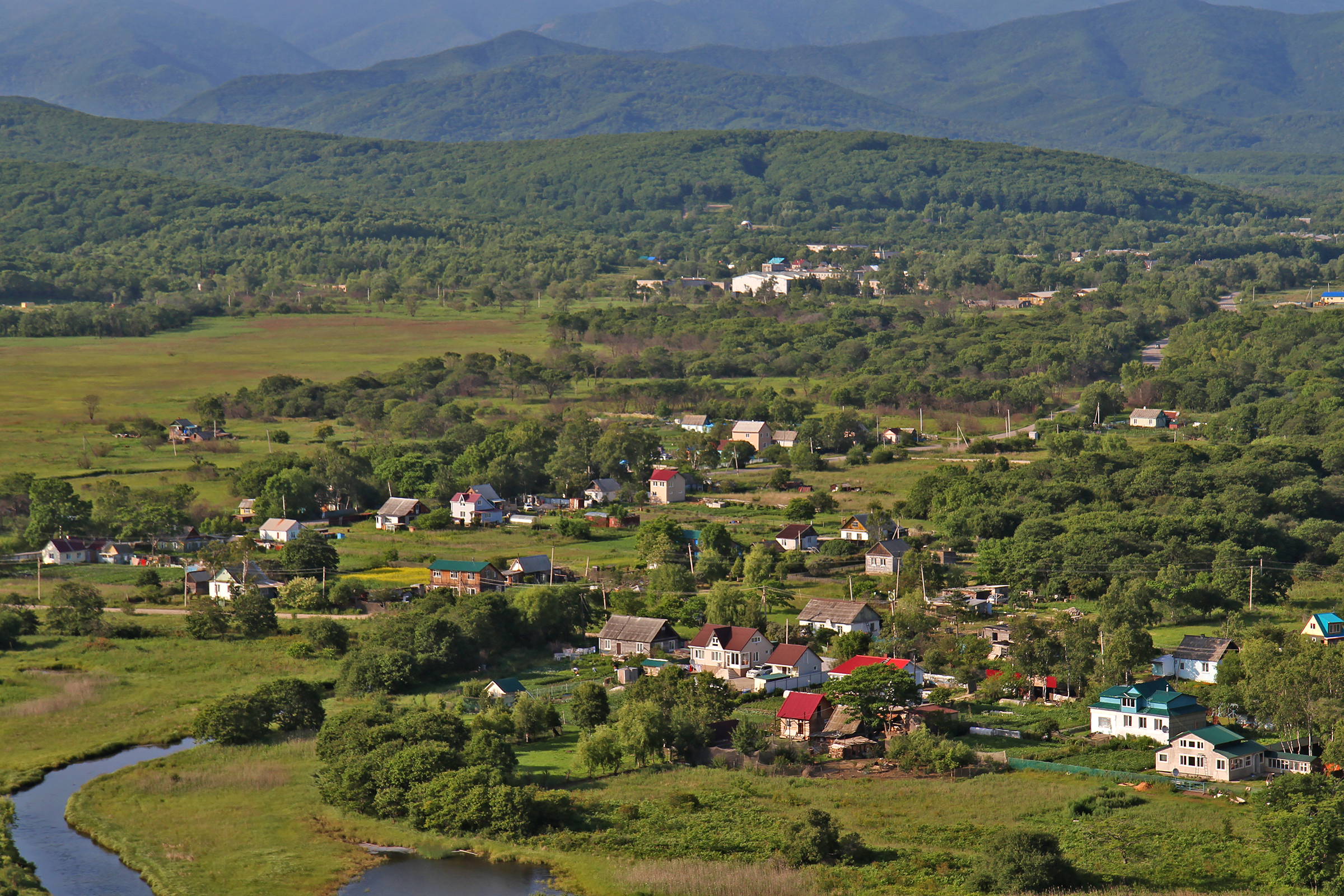
Вид на Заповедный хребет. Преображение
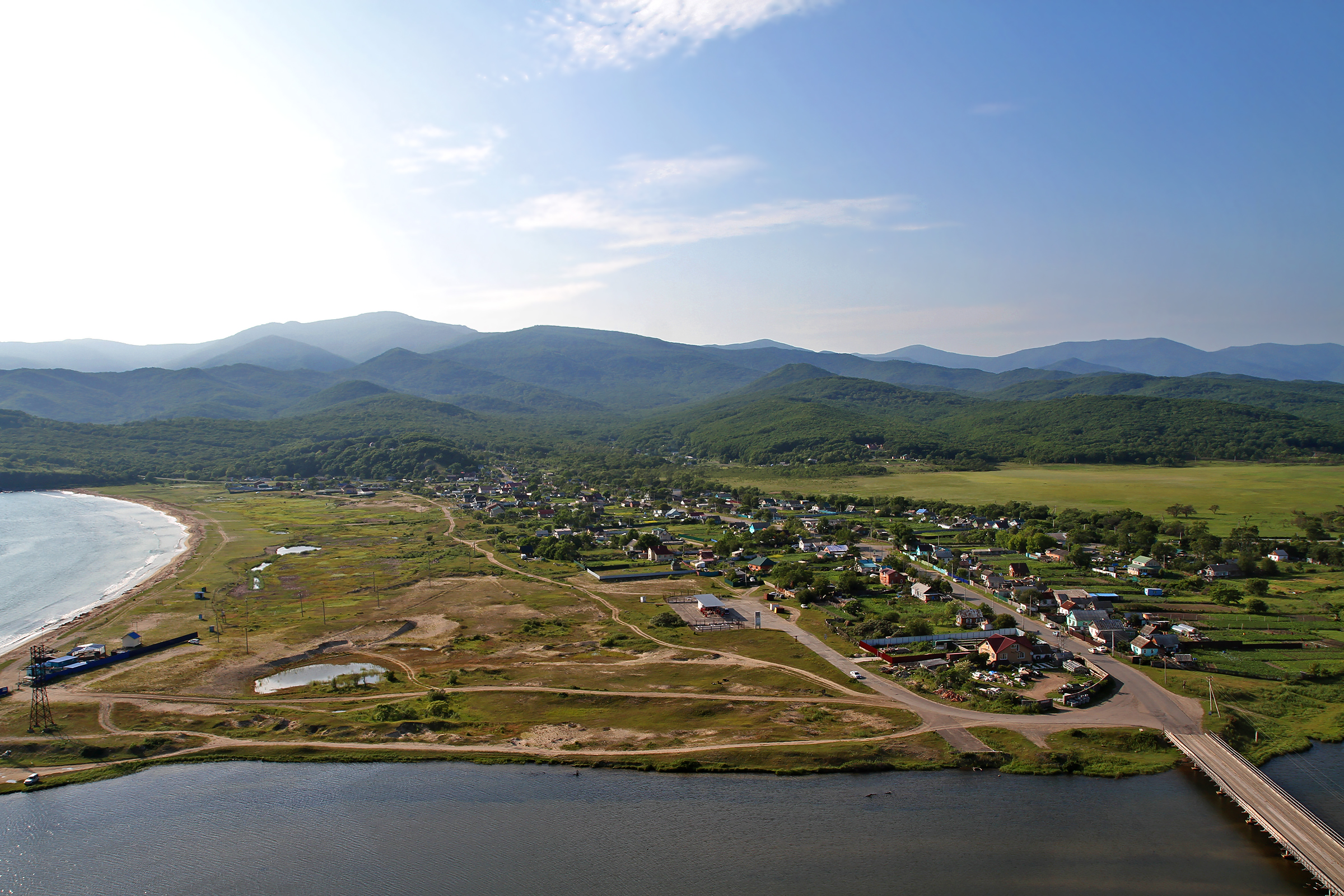
Вид на Заповедный хребет